# Мохамед, Надифа
Надифа Мохамед (сомал. Nadiifa Maxamed, араб. نظيفة محمد‎, англ.  Nadifa Mohamed, род. 1981, Харгейса, Сомали) — сомалийско-британская писательница.

## Биография
Дочь торгового моряка. В 1986 году вместе с семьёй приехала в Великобританию. Закончила Оксфордский университет. Среди повлиявших на неё писателей называет Ахмаду Куруму, Дилана Томаса, Тони Моррисон, Арундати Рой, Клода Маккея.

## Публикации

### Романы
- Black Mamba Boy, роман о детстве её отца в Йемене 1930—1940-х годов (2010, Премия Бетти Траск, короткий список премии газеты The Guardian за первую книгу, премия Дилана Томаса, премия Джона Ллевеллина Риса[англ.], длинный список премии Оранж)
- The Orchard of Lost Souls (2013)
- The Fortune Men (2021)

### На русском языке
- Люди удачи = The Fortune Men / пер. с англ. У. Сапциной. — М.: Эксмо. Inspiria, 2023. — 352 с. — ISBN 978-5-04-162031-8.

## Признание
Дебютный роман писательницы переведен на французский, испанский, итальянский, голландский, сербский, хорватский языки. В 2013 году она была названа журналом Granta в числе 20 лучших молодых британских романистов.